# The 100 Club
The 100 Club – jeden z londyńskich klubów przy Oxford Street 100. Ponad 50-letnia historia klubu łączy się z nazwiskami takich muzyków jak m.in. Louis Armstrong, B.B. King, The Who, The Rolling Stones, Sex Pistols czy The Clash. Klub największą sławę zyskał pod koniec lat 70. XX wieku, gdy na Wyspach z podziemia wychodził punk rock. W XXI w. można tam posłuchać każdego gatunku muzyki.